# Hollywood Heights
Hollywood Heights ist eine US-amerikanische Daily Soap, die 2012 zunächst auf dem US-Sender Nick at Nite (Episode 1–40) und später TeenNick (Episode 41–80) ausgestrahlt wurde. Sie basiert auf der mexikanischen Telenovela Alcanzar Una Estrella. In Deutschland wurde die Serie vom 4. Februar bis zum 24. Mai 2013 auf MTV in englischer Sprache mit deutschen Untertiteln gezeigt.

## Inhalt
Für Loren Tate geht ein Traum in Erfüllung. Sie gewinnt eine Castingshow, die von ihrem Idol dem Rockstar Eddie Duran gesponsert wird. Sie ist froh, ihre Mutter an ihrer Seite zu haben, da es einige Probleme gibt. Denn vor allem Eddies Freundin, die intrigante und manipulative Chloe Carter, hat es auf Loren abgesehen. Aber auch Eddie hat seine Probleme mit seinem Vater Max. Und als dann Loren immer berühmter wird und Eddies Star zu verblassen droht, erkennen beide, dass der Weg zu Ruhm und Liebe auch seine Schattenseiten hat.

## Figuren
Loren TateSie ist eine 18-jährige Schülerin, die am liebsten ihre Freizeit mit ihren Freunden Melissa und Adam verbringt. Aber sie hat auch eine Leidenschaft für das Songwriting, da sie sich von dem Rockstar Eddie Duran inspirieren lässt. Darum nimmt sie auch an dessen Castingshow teil und gewinnt diese. Loren ist bodenständig, darum fällt es ihr schwer plötzlich berühmt zu sein.
Eddie DuranEddie ist ein 21-jähriger Superstar, der oft findet, dass er zwischen der Musik und dem Geschäft gefangen ist. Aber er weiß nicht, ob die Musik das Richtige für ihn ist. Er beginnt das Model Chloe Carter zu daten, findet aber auch an Loren Gefallen.
Chloe CarterChloe ist ein umwerfend schönes Model und Schauspielerin. Um berühmt zu werden, ist ihr nichts zu schade, darum manipuliert und intrigiert sie ihr Umfeld, um an ihre Ziele zu kommen. Darum passt es ihr gut, dass ihr Freund der berühmte Eddie Duran ist. Als ihr das aber nicht reicht, beginnt sie eine Affäre mit ihrem alten Freund Tyler Rorke. Sie versucht alles, um ihre Vergangenheit geheim zu halten.
Tyler RorkeEr ist ein Möchtegern-Star und weiß, dass die anderen ihn heiß finden. Da er selber nicht so berühmt wurde, ist er über die Beliebtheit von Eddie eifersüchtig und versucht ihn vom Thron zu stoßen.
Nora TateSie ist Lorens Mutter und ihr größter Fan. Sie hilft ihrer Tochter die angehende Musikkarriere zu bewältigen. Sie ist eine allein erziehende Mutter und beginnt sich ins Singleleben von Los Angeles zu stürzen, da sie sich nach einem Partner im Leben sehnt.
Max DuranEr ist Eddies Vater und unterstützt seinen Sohn seit dem tragischen und vorzeitigen Tod seiner Frau. Er und Eddie haben eine gute Beziehung zueinander, auch wenn es hin und wieder zu Streitereien kommt. Er hofft, aufgrund des Ruhmes seines Sohnes, dass die Eröffnung seines neuen Nachtclubs ein neuer Anfang für ihn sein könnte.

## Produktion und Ausstrahlung
Im Januar 2012 kündigte der Sender Nick at nite an, dass sie eine neue Primetime-Soap produzieren werden, die auf der mexikanischen Telenovela Alcanzar Una Estrella, die in den USA unter dem Titel "Reach for a Star lief, basiert. Die Produktion dazu begannen im März 2012 in den ehemaligen Studios von All My Children. Die erste Staffel, die eine Koproduktion von Televisa und Sony Pictures Television ist, wurde zwischen dem 18. Juni und 5. Oktober 2012 ausgestrahlt. In Deutschland wird die Serie ab dem 4. Februar 2013 auf dem Pay-TV-Sender MTV ausgestrahlt.
Die erste Folge wurde am 11. Juni 2012 als exklusive Preview auf der Homepage von Nick at nite gezeigt.
Die Dreharbeiten für die 2. Staffel beginnen Oktober 2013.
Musik
Außerdem sind zur Soap bisher folge Songs aufgenommen wurden:
1. Cody Longo – Something In The Air
2. Brittany Underwood – Mars
3. Cody Longo – Kick It Up

## Besetzung

### Hauptrolle
| Schauspieler       | Rollenname      | Folgen | Erstausstrahlung |
| ------------------ | --------------- | ------ | ---------------- |
| Cody Longo         | Eddie Duran     | 1–80   | 2012             |
| Brittany Underwood | Loren Tate      | 1–80   | 2012             |
| Melissa Ordway     | Chloe Carter    | 1–80   | 2012             |
| Justin Wilczynski  | Tyler Rorke     | 1–80   | 2012             |
| Jama Williamson    | Nora Tate       | 1–80   | 2012             |
| Carlos Ponce       | Max Duran       | 1–80   | 2012             |
| Ashley Holliday    | Melissa Sanders | 1–80   | 2012             |
| Brandon Bell       | Jake Madsen     | 1–80   | 2012             |
| Shannon Kane       | Traci Madsen    | 1–79   | 2012             |
| Hunter King        | Adriana Masters | 1–80   | 2012             |
| Robert Adamson     | Phil Sanders    | 1–80   | 2012             |
| Brian Letscher     | Gus Sanders     | 1–80   | 2012             |
| Meredith Salenger  | Lisa Sanders    | 1–80   | 2012             |
| Grayson McCouch    | Don Masters †   | 1–72   | 2012             |
| Merrin Dungey      | Ellie Moss      | 2–80   | 2012             |
| Nick Krause        | Adam            | 3–80   | 2012             |
| Yara Martinez      | Kelly           | 4–80   | 2012             |
| Rick Otto          | Colorado        | 4–62   | 2012             |
| Tina Huang         | Lily Park       | 6–75   | 2012             |
| Daphne Ashbrook    | Jackie Kowalski | 16–80  | 2012             |

### Nebenrolle
| Schauspieler       | Rollenname      | Folgen  | Erstausstrahlung |
| ------------------ | --------------- | ------- | ---------------- |
| Lorena Segura York | Katy Duran †    | 1–7, 54 | 2012             |
| James Franco       | Osbourne Silver | 1–80    | 2012             |
| Vince Jolivette    | Connor Morgan   | 1–43    | 2012             |
| Brianne Davis      | Grace           | 13–75   | 2012             |
| Wyatt Nash         | Cameron         | 13–72   | 2012             |
| Josie Davis        | Daphne Miller   | 18–44   | 2012             |
| Eric Tiede         | Ian             | 35–55   | 2012             |
| Megan Follows      | Beth Bridges    | 50–58   | 2012             |
| Ryan Sypek         | Dylan Boyd      | 56–64   | 2012             |
| Danielle Sarve     | Lia             | 68–80   | 2012             |
| Colby Paul         | Jeremy          | 68–80   | 2012             |